# Peter Orlik
Peter Paul Nikolas Orlik (Budapeste, 12 de novembro de 1938) é um matemático estadunidense, que trabalha com combinatória, álgebra e topologia.
Orlik estudou no Instituto Norueguês de Tecnologia em Trondheim (conclusão em 1961) e obteve em 1966 um doutorado na Universidade de Michigan, orientado por Frank Raymond, com a tese Necessary conditions for the homeomorphism of Seifert manifolds. Foi desde 1966 professor assistente e desde 1973 professor da Universidade do Wisconsin-Madison.
Orlik foi dentre outros professor visitante em 1971/1972 em Oslo. De 1967 a 1969 esteve no Instituto de Estudos Avançados de Princeton.
É fellow da American Mathematical Society.

## Obras
- Ed. Singularities, 2 Volumes, AMS 1983
- com Hiroaki Terao: Arrangement of Hyperplanes, Grundlehren der mathematischen Wissenschaften, Springer Verlag 1992
- Introduction to Arrangements, CBMS Regional Conference Series, AMS 1989
- com Volkmar Welker Algebraic Combinatorics. Lectures at a Summer School in Nordfjordeid, Norway, June 2003, Universitext, Springer Verlag 2007
- com Louis Solomon: Combinatorics and topology of complements of hyperplanes. Invent. Math. 56 (1980), no. 2, 167–189
- Seifert Manifolds, Lecture Notes in Mathematics 291, Springer Verlag 1972
- com P. Wagreich Isolated singularities of algebraic surfaces with C*-action, Annals of Mathematics, 93, 1971, 205-228
- com John Milnor Isolated singularities defined by weighted homogeneous polynomials, Topology, 9, 1970, 385-393
- The multiplicity of a holomorphic map at an isolated critical point, in Real and complex singularities, Oslo: Sijthoff and Noordhoff, 1977, 405-474